# 伊藤昌弘 (声優)
伊藤 昌弘（いとう まさひろ、1992年7月24日 - ）は、日本の男性声優、シンガーソングライター。Argonavisのメンバー。響所属。

## 経歴
名古屋音楽大学音楽学科管楽コース卒業。
大学ではトランペットを専攻していた。在学中に音楽の教員免許を取得している。
2013年に前田凛とユニット「名ばかりプレジデント」を結成。
2014年にヤマハ主催の「The 8th Music Revolution JAPAN FINAL」に出場。2016年1月に名ばかりプレジデントの活動を休止。
2016年に拠点を東京に移し音楽活動を行う。2017年に嶋田圭佑とユニット「レオナルド・ダ・モンデ」を結成。
2018年7月1日にイトウマサヒロ名義でBIG ISLAND RECORDSよりシングル「アカラSummer!」を発売。
2018年9月15日より、『アルゴナビスプロジェクト』から派生したバンド「Argonavis」にボーカルとして参加。同日に声優事務所・響への所属が正式発表される。
2021年3月6日、声優アワード新人男優賞を受賞した。

## 人物
特技に歌、作詞・作曲などの音楽系のほか、小学生のときに習っていた空手を挙げている。
実家は袋井市で眼鏡屋を経営している。姉でフリーアナウンサーの伊藤弘美とは、ライブにたびたび招待するなど仲が良い。
2021年ごろから視力が落ちはじめ、プライベートでは視力矯正用の眼鏡をかけるようになった。会話の声量が飛行機より大きい（83dB）。
アニメ『好きな子がめがねを忘れた』のスタッフからは「頑張り屋さん」「謙虚かつ真面目な人柄」、出演作の脚本を多数担当している毛利亘宏からは「歌と同じで演技もまっすぐ」との評価を受けている。

### 趣味
趣味は服、映画鑑賞など。FPSが好きで、エーペックスレジェンズ等をプレイしていた。
痩せ型だったが、2019年ごろに筋トレを始め、以来健康的な身体づくりと運動が趣味となっている。最もハマっていた時期はかなり鍛えていたらしく、周囲から筋肉キャラとして扱われていた。
サッカー観戦に熱心で、リヴァプールFC、南野拓実のファン。声優仲間らとフットサルにも勤しんでいる。

### 音楽
歌唱力に対して高い評価を得ている。「力強く伸びやか」「ハイトーンの伸び、声の音域がすごい」と評され、キーの高低差が激しい曲やロングトーンの連続する曲も歌いこなす。一方、声優として「歌が得意なキャラクター」以外のキャラクターソングの歌唱にも挑戦し、メロディーを追わずに喋るように歌うことでキャラクターらしく歌えるようになった。
また、ギターや、大学で専攻していたトランペットをはじめ、様々な楽器の演奏が得意。室内楽、ピアノ、音楽理論、ソルフェージュを師事している。
小学生のときに姉からBUMP OF CHICKENのCDを借りて聴いていたのが音楽を好きになったきっかけ。幼少期から"歌を歌う人"になろうと決めていた。中学生時代にはじめてバンドを組んだ。
本人はクリアな声質の持ち主だが、学生時代に影響を受けた音楽はニルヴァーナをはじめとしたグランジ・ロックの系統であり、しゃがれ声に憧れてTHEE MICHELLE GUN ELEPHANTやニッケルバックをコピーしていた。他にポルノグラフィティやNICO Touches the Wallsなども好きなアーティストとして挙げ、カヴァーを披露している。

### Argonavis関連
YouTubeにアップしたカバー動画（本人曰く「そんなに再生されていなかった」）を見たスタッフにスカウトされ、『アルゴナビスプロジェクト』に参加することとなった。以前からバンドを組んで活動していたが、ボーカルのみを担当するのはArgonavisが初となる。
伊藤は前述の通り楽器演奏を得意としているが、担当キャラクターである七星蓮は楽器演奏が不得意という設定のため、プロジェクト内の通常のライブ（キャラクターとして登壇）で演奏を披露することはない。アコースティックライブでは役でなく本人として登壇するため、ギターなどを演奏している。
音楽経験が豊富なことから、バンドの演奏を俯瞰するような役割を担っている。メンバーに演奏のコツなどを教えることもあり、「教え方がうまい」と称されている。
演技はほぼ初挑戦だったため、事務所の先輩でArgonavisメンバーの森嶋秀太から作法、コツなどを教わった。

### 交友
中学生時代のアメリカ留学でニコラス・エドワーズの家にホームステイをしており、彼にJ-POPを教えた。伊藤も「親友、もはや家族」と語る。ニコラスの来日10周年ライブにはサプライズで駆けつけた。
センチミリメンタルの温詞とは名古屋でライブ活動をしていた頃からの友人。その縁から、温詞によるArgonavisへの楽曲提供が行われた。その後、アルゴナビスプロジェクトのアコースティックライブにて共演が実現した。
web番組『はじめてのみねまさくん！！』で共演している峯田大夢とはプライベートでも仲が良い。

## 出演
太字はメインキャラクター。

### テレビアニメ
2019年
- カードファイト!! ヴァンガード（蒼波盾将 ヨルゴス）

2020年
- アルゴナビス from BanG Dream!（七星蓮）

2021年
- プレイタの傷（ダスク）
- カードファイト!! ヴァンガード overDress（2021年 - 2025年、石亀ザクサ） - 6シリーズ
- ぼくたちのリメイク（橋場恭也）

2022年
- 農民関連のスキルばっか上げてたら何故か強くなった。（リークス）

2023年
- 最強陰陽師の異世界転生記（学生C）
- 好きな子がめがねを忘れた（小村楓）
- 君のことが大大大大大好きな100人の彼女（男子C）
- ビックリメン（生徒A）

2024年
- ダンジョンの中のひと（ハーマイン）
- 嘆きの亡霊は引退したい（ヘンリク・ヘフネル）

2025年
- Aランクパーティを離脱した俺は、元教え子たちと迷宮深部を目指す。（研究員B）

### 劇場アニメ
- 劇場版アルゴナビス 流星のオブリガート（2021年、七星蓮[45]）
- 劇場版アルゴナビス AXIA（2023年、七星蓮[46]）
- 劇場版 Re:STARS 〜未来へ繋ぐ2つのきらぼし〜（2023年、ケン）

### ゲーム
2010年代
- メギド72（2019年 - 2023年、アクィエル）
- 萌酒ボックス（2019年、三河武士純米吟醸酒）
- 九州三国志（2019年）

2020年代
- REALIVE!〜帝都神楽舞隊〜（2020年、氷室零）
- ヒーローカンターレ（2020年、バクレツ戦士）
- Food Fantasy フードファンタジー（2020年、マッシュポテト）
- アルゴナビス from BanG Dream! AAside（2021年、七星蓮）
- フェアリースフィア（2021年、ハナジカ）
- ブラウンダスト（2023年、インドラ）
- イースX -NORDICS-（2023年、ラーグ）
- アルゴナビス -キミが見たステージへ-（2024年、七星蓮）
- PROGRESS ORDERS（2025年、エリクサス）

### 吹き替え

#### アニメ
- フェ〜レンザイ -神さまの日常-（モクタ）

### ラジオ
※はインターネット配信。
- よみほぐ（目黒FM）
- ARGONAVIS ナビゲーターラジオ（2020年 - 2022年 、ニッポン放送・HiBiKi Radio Station※）[56]
- 好きめがラジオ（2023年、アニメ公式サイト、YouTube松竹アニメチャンネル）[57]

### ナレーション
- ARGONAVIS プロジェクトCM[48]
- DJ KOOの どうぶつ最KOOOO!!（2021年 - 、テレビ静岡）

### 映画
- シュウカツ4 人狼面接（2020年、千崎）[48]
- シュウカツ5 就職という名のゲーム（2021年、千崎）[48]
- その声のあなたへ（2022年9月30日）[58]

### 舞台
- 朗読劇 りーでぃんぐ☆ぱーてぃーvol.5（2019年1月10日・12日、コフレリオ 新宿シアター）[48]
- 初等教育ロイヤル（2019年5月29日 - 31日、全労済ホール スペース・ゼロ / 2019年6月20日 - 22日、大阪 ABCホール）4年生6番 山口くん役[59]
- 朗読劇 LOVE×LETTERS（2019年11月30日) - 海斗役[48]
- 少年社中・東映プロデュース「モマの火星探検記」（2020年1月7日 - 20日、サンシャイン劇場 / 2月1日・2日、岡崎市市民会館あおいホール / 2月7日 - 11日、サンケイホールブリーゼ / 2月15日・16日、福岡市民会館） - レイ役[48]
- 朗読劇「学園デスパネル2020」（2020年6月11日、出版[60][注 1]） - 長瀬役
- ARGONAVIS the Live Stage（2021年6月18日 - 20日サンケイホールブリーゼ ・6月24日 - 27日シアター1010） - 七星蓮役
- Hyo-eeN-朗読- あのひとだけには【彩の場合】（2021年8月20日 - 22日、劇場HOPE[61] ）
- オリジナル朗読劇「Time [never] comes back!?」（2022年1月12日 - 1月18日、シアターグリーン BIG TREE THEATER[62]） - 樹あまね役
- ARGONAVIS the Live Stage2 ～目醒めの王者と恒星のプログレス～（2023年2月18日 - 20日、東京建物 Brillia HALL・24日 - 26日、AiiA 2.5 Theater Kobe）- 七星蓮役
- 桜花浪漫堂 朗読劇「人間失格」（2023年10月27日 - 30日〈予定〉、I'M A SHOW） - シヅ子役（北村健人とWキャスト）[63]
- 朗読劇『初等教育ロイヤル』（2024年8月21-25日、こくみん共済 coop ホール/スペース・ゼロ）-佐々木くん 役[64]

### デジタルコミック
- 神様にスカウトされて異世界にやって来ました。―家電魔法で快適ライフ―（2021年、ホルン[65]）

### インターネットテレビ
- HiBiKiStYle（YouTube）
- MY HOME 〜ゆるい感じになりそう〜（ONSTAGE）
- 伊藤昌弘・峯田大夢 のはじめてのみねまさくん！！-ふたりで、できるもん-（ニコニコ動画）

### 映像商品
- 実況×解説!ざわつきバラエティ 声優運動会 完全版（2021年）[66]
- 舞台「ARGONAVIS the Live Stage」（2021年）
- 舞台「ARGONAVIS the Live Stage 2 ～目醒めの王者と恒星のプログレス～」（2023年）
- Animelo Summer Live 2021 -COLORS- 8.29（2022年、Argonavisとして出演）
- ARGONAVIS LIVE 2021 JUNCTION A-G（2022年、Argonavisとして出演）

### その他コンテンツ
- Pick-upVoice vol.133
- バーチャルYouTuberプロジェクト『アリアーテ学園芸能部』（2018年 - 2019年、陽 有葵）
- STATION IDOL LATCH!（2021年 - 、諏訪海晴）
- STUDIO koemee
- 聴くanime『恋は夜空をわたって』[67]（2021年、長谷川壮一）[68]
- あにそんボーカル「マシ・マシ」（LIVE DAM Ai）[69]

## ディスコグラフィ

### キャラクターソング
| 発売日        | 商品名                            | 歌 | 楽曲                              | 備考                                                       |
| ------------- | --------------------------------- | --- | --------------------------------- | ---------------------------------------------------------- |
| 2019年10月2日 | Virgin Sky/愛がある限りここにいる | 帝都東神楽舞隊基地・所属舞官                                                                                                | 「Virgin Sky」                    | ゲーム『REALIVE!〜帝都神楽舞隊〜』オープニングテーマ       |
| 2019年10月2日 | Virgin Sky/愛がある限りここにいる | 帝都東神楽舞隊基地・所属舞官                                                                                                | 「愛がある限りここにいる」        | ゲーム『REALIVE!〜帝都神楽舞隊〜』エンディングテーマ       |
| 2020年4月22日 | 愛のトンネル/両手のベッド         | +HOLIC+ | 「愛のトンネル」 「両手のベッド」 | ゲーム『REALIVE!〜帝都神楽舞隊〜』関連曲                   |
| 2021年2月3日  | AAside                            | 七星蓮（伊藤昌弘）、旭那由多（小笠原仁）、FELIX（ランズベリー・アーサー）、神ノ島風太（中島ヨシキ）、宇治川紫夕（榊原優希） | 「AAside」                        | ゲーム『アルゴナビス from BanG Dream! AAside』関連曲       |
| 2021年8月18日 | STATION IDOL LATCH! 01            | 高田馬場（青山凌大）、空蝉塁 / 大塚（住谷哲栄）、諏訪海晴 / 西日暮里（伊藤昌弘）                                            | 「Ai for you」                    | 『STATION IDOL LATCH!』関連曲                              |
| 2023年8月2日  | メガネゴーラウンド                | マサヨシがめがねを忘れた | 「メガネゴーラウンド」            | テレビアニメ『好きな子がめがねを忘れた』エンディングテーマ |
| 2023年8月2日  | メガネゴーラウンド                | マサヨシがめがねを忘れた | 「NAME」                          | テレビアニメ『好きな子がめがねを忘れた』関連曲             |
| 2023年8月2日  | メガネゴーラウンド 初回限定盤     | 小村楓（伊藤昌弘）、三重あい（若山詩音）                                                                                    | 「メガネゴーラウンド」            | テレビアニメ『好きな子がめがねを忘れた』関連曲             |

### 参加作品
| 発売日        | 商品名                 | 歌 | 楽曲                       | 備考                                                            |
| ------------- | ---------------------- | --- | -------------------------- | --------------------------------------------------------------- |
| 2020年6月12日 | なんてカラフルな世界！ | オーイシマサヨシ（OxT）、KISHOW（GRANRODEO）、i☆Ris、亜咲花、雨宮天、東山奈央、幹葉（スピラ・スピカ）、鈴木愛奈、仲村宗悟、伊藤昌弘（Argonavis） | 「なんてカラフルな世界！」 | ライブイベント『Animelo Summer Live 2020 -COLORS-』テーマソング |

### 楽曲提供
- ブシロード テーマソング「Various ideas 〜Rewrite history〜」（2021年、作曲・編曲）※日向大輔との共同制作[70]
- HiBiプロ テーマソング「HiBiKe STAR SONG」（2021年、作曲）※日向大輔との共同制作